# Christian Lamb
Christian Lamb (de soltera Oldham; nacida en 1920) es una veterana británica de la Segunda Guerra Mundial que ayudó a planificar el desembarco del Día D en Normandía. Es profesora de historia de las plantas y autora de cinco libros, incluyendo sus memorias en tiempos de guerra, Beyond the Sea. A partir de 2022, a la edad de 102 años, es una de las últimas oficiales supervivientes de las Wrens, el Servicio Naval Real de Mujeres, que ha servido durante la guerra.

## Primeros años y educación
Nació en 1920. Su padre era el contraalmirante Ronald Wolseley Oldham OBE, un veterano de la Primera Guerra Mundial. A la edad de 18 años, dejó la escuela y se fue a Francia a vivir con una familia y mejorar su francés antes de ingresar a la universidad. En 1939, recibió un telegrama de su padre que la guerra era inminente y que debía regresar a Londres de inmediato. Al regresar al Reino Unido, se inscribió en clases de primeros auxilios con la intención de convertirse en enfermera en el Destacamento de Ayuda Voluntaria (VAD).

## Carrera militar
Se unió a Wrens, el Servicio de Mujeres de la Marina Real, después de una entrevista en su sede junto al Arco del Almirantazgo en Trafalgar Square. En enero de 1940, comenzó el entrenamiento básico en las instalaciones de entrenamiento del HMS Pembroke en Campden Hill Road, Kensington.
Luego fue aprendiz en el HMS President, la sede de la WRNS, realizando trabajo administrativo. Al comienzo del Blitz, ella y sus colegas fueron enviados a casa antes del anochecer a sus alojamientos en el norte de Londres. Después de un año en el cuartel general de Wrens, fue ascendida a Leading Wren y dirigió una unidad de doce Wrens en el campo de desmagnetización en Coalhouse Fort, East Tilbury, donde hicieron barcos menos magnéticos para evitar las minas.
Un año después, se presentó ante la Junta de Selección de Oficiales y fue seleccionada para asistir al Curso de Capacitación de Oficiales en Greenwich. En febrero de 1942, fue enviada a Plymouth, donde fue oficial de conspiración de uno de los cuatro relojes, responsable de recibir información de las estaciones de radar costeras. Después de un año, fue asignada a planear operaciones en Belfast, cerca de donde los barcos se reunían en un convoy para cruzar el Océano Atlántico.
A principios de 1944, se la conocía como Christian Lamb después de su matrimonio y fue asignada al cuartel general de operaciones combinadas en Richmond Terrace, Whitehall, bajo el mando del contralmirante HE Horan.
Ayudó a planificar el desembarco de Normandía desde las salas de guerra secretas de Winston Churchill en Londres. Escuchó la noticia sobre los desembarcos del Día D en la radio el 6 de junio de 1944. Dejó el servicio militar en 1945. Aunque no discutió su papel en la guerra durante aproximadamente 50 años, Lamb detalló su experiencia en sus memorias, Beyond the Sea, publicadas en 2021.

## Vida personal
Mientras estaba en Belfast, Oldham se reunió con el teniente comandante John Lamb DSC a bordo del destructor HMS Oribi de la Marina Real, cuando los Wren fueron invitados a bordo para tomar algo. Después de un cortejo de 10 días, se comprometieron, pero el HMS Oribi, que había estado en Belfast para reparaciones, pronto fue llamado para escoltar un convoy de movimiento lento. Christian se encontró trazando la ruta de John desde Belfast y observó con inquietud cómo recibían señales de que el convoy se había encontrado con aproximadamente 40 submarinos esperándolos. Oribi embistió un submarino alemán y lo hundió, y luego llegó a salvo a América del Norte.
Christian y John Lamb se casaron en Londres el 15 de diciembre de 1943. Su hija Felicity Anne nació en el otoño de 1944. Después de la guerra, vivieron en Malta y Singapur con sus hijos, antes de regresar a Inglaterra.
Christian Lamb más tarde desarrolló un interés por las plantas, particularmente las camelias, así como por la historia de las plantas y los jardines botánicos. Ha dado conferencias sobre la vida del botánico inglés Sir Joseph Banks, y es miembro de la Sociedad Linneana y miembro de la Dendrology Society.
El pastel de bodas de los Lamb en 1943 fue hecho por Searcys, con frutos secos reunidos por amigos y familiares. En 2020, Searcys le dio a Christian Lamb un pastel por su cumpleaños número 100, 77 años después de que ellos le hicieran su primer pastel.

## Libros de Christian Lamb
- From the Ends of the Earth – Passionate plant collectors remembered in a Cornish garden (1995)[13]
- I Only Joined for the Hat: Redoubtable Wrens at War...Their trials, tribulations, and triumphs (2007)[8][14]
- This Infant Adventure – Offspring of the Royal Gardens at Kew (2011)[15]
- Cruising Along – Around the world in 80 years (2015)[16]
- Beyond the Sea – A Wren at War (2021)[4]